# Gaziosmanpaşa
Gaziosmanpaşa ist eine Stadtgemeinde (Belediye) im gleichnamigen Ilçe (Landkreis) der Provinz Istanbul in der türkischen Marmararegion und gleichzeitig ein Stadtbezirk der 1984 gebildeten Büyükşehir belediyesi İstanbul (Großstadtgemeinde/Metropolprovinz). Gaziosmanpaşa liegt auf der europäischen Seite der Großstadt und ist seit der Gebietsreform ab 2013 flächen- und einwohnermäßig identisch mit dem Landkreis.

## Geografie
Ursprünglich Taşlıtarla, wurde der Ort 1963 in Gaziosmanpaşa umbenannt. Er grenzt an die Kreise/Stadtbezirke Bayrampaşa im Westen, Esenler im Nordwesten, Sultangazi im Norden sowie Eyüpsultan im Osten und Süden. Hinsichtlich der Fläche belegt der Kreis Platz 33 von 39 auf der Rangliste aller Kreise von Istanbul.

## Verwaltung
Gaziosmanpaşa wurde 1963 ein eigener Landkreis, nachdem er bis dahin der Bucak Rami mit 10 Dörfer (Köy) im Kreis Eyüp war. Zur ersten Volkszählung nach der Eigenständigkeit (1965) wurden 89.538 Einwohner (auf 116 km² Fläche) gezählt, davon 69.599 in der Kreisstadt (78 %). 2008 wurden die Kreise Arnavutköy und Sultangazi auch aus Teilen des Kreises Gaziosmanpaşa gebildet, dieser büßte (geschätzte) über 90 % seines Territoriums ein. Die noch vorhandenen drei Dörfer (Ende 2012: 3.415 Einw.) und die fünf Belediye (Arnavutköy 62.492, Boğazköy 22.410, Bolluca 10.875, Haraççı 10.266 und Taşoluk 13.068 Einw.) wechselten in den neuen Kreis Arnavutköy, während 14 der 29 Mahalle der Kreisstadt Gaziosmanpaşa zur Bildung der neuen Belediye Sultangazi im gleichnamigen, neugebildeten Landkreis ausgegliedert wurden.
Seit 2008 bestand der Kreis aus 16 Mahalle mit einer Durchschnittsbevölkerung von 30.486 Einwohnern. Bevölkerungsreichster Mahalle war Ende 2020 mit 72.341 Einwohnern Karadeniz. Nur ein Mahalle hatte weniger als 10.000 Einwohner (Yenidoğan).

## Bevölkerung

### Einwohnerentwicklung
Ein Teil Gaziosmanpaşas entstand seit etwa 1970 als Gecekondu, viele Bewohner waren aus Ost- und Südostanatolien eingewanderte Kurden, die illegal ihre Unterkünfte errichteten. Der Teil des Stadtteils der mit Gecekondu bebaut war, wurde erst seit Ende der 1980er Jahre mit Wasser und Strom versorgt. Wegen der enormen Bevölkerungsentwicklung (2007 mehr als eine Mio. Einw.) entstanden 2008 aus Gaziosmanpaşa zwei neue Stadtbezirke Arnavutköy und Sultangazi.

### Statistisch belegte Ergebnisse der Einwohnerzahlen
Die linke Tabelle zeigt die Ergebnisse der Volkszählungen, die E-Books der Originaldokumente entnommen wurden. Diese können nach Suchdateneingabe von der Bibliotheksseite des TÜIK heruntergeladen werden.
Die rechte Tabelle zeigt die Bevölkerungsfortschreibung des Kreises/Stadtbezirks Gaziosmanpaşa und seinen Rang innerhalb der 39 Kreise von Istanbul. Die Daten wurden durch Abfrage über das MEDAS-System des Türkischen Statistikinstituts TÜIK nach Auswahl des Jahres und der Region ermittelt.
| Volkszählung | Volkszählung       | Volkszählung | Volkszählung         |
| Jahr         | Kreis- bevölkerung | Kreisstadt   | ländl. Anteil (in %) |
| ------------ | ------------------ | ------------ | -------------------- |
| 1965         | 89.538             | 69.599       | 77,73                |
| 1970         | 125.667            | 89.778       | 71,44                |
| 1975         | 160.949            | 97.118       | 60,34                |
| 1980         | 219.026            | 101.810      | 46,48                |
| 1985         | 289.841            | 279.127      | 96,30                |
| 1990         | 393.667            | 354.186      | 89,97                |
| 2000         | 752.389            | 658.756      | 87,56                |

| Bevölkerungsfortschreibung | Bevölkerungsfortschreibung | Bevölkerungsfortschreibung | Bevölkerungsfortschreibung |
| Jahr                       | Kreisbevölkerung           | Rang                       |                            |
| -------------------------- | -------------------------- | -------------------------- | -------------------------- |
| 2007                       | 1.013.048                  | 1                          |                            |
| 2008                       | 460.675                    | 9                          |                            |
| 2009                       | 461.230                    | 8                          |                            |
| 2010                       | 474.259                    | 8                          |                            |
| 2011                       | 482.553                    | 10                         |                            |
| 2012                       | 488.258                    | 10                         |                            |
| 2013                       | 495.006                    | 10                         |                            |
| 2014                       | 498.120                    | 9                          |                            |
| 2015                       | 501.546                    | 9                          |                            |
| 2016                       | 499.766                    | 9                          |                            |
| 2017                       | 497.959                    | 9                          |                            |
| 2018                       | 487.046                    | 10                         |                            |
| 2019                       | 491.962                    | 10                         |                            |
| 2020                       | 487.778                    | 10                         |                            |

## Sport
Das Stadtviertel und der gleichnamige Landkreis werden von Sportklub Gaziosmanpaşaspor vertreten. Die Fußballsparte des Klubs spielte in den 1990er und 2000er Jahren insgesamt neun Spielzeiten in der zweithöchsten professionellen Spielklasse, der heutigen TFF 1. Lig. Zum Sommer stieg der Verein aus der TFF 1. Lig ab und spielt seither in der TFF 2. Lig bzw. TFF 3. Lig.
Zudem stellte Gaziosmanpaşaspor mit dem deutsch-türkischen Taekwondoin Servet Tazegül einen Goldmedaillensieger bei den Olympischen Sommerspielen 2012. Tazegül holte die Goldmedaille in der Gewichtsklasse bis 68 Kilogramm und wurde erster türkischer Taekwondo-Olympiasieger.

## Persönlichkeiten
- Muhammet Emin Akbaşoğlu (* 1968), Jurist und Politiker (AKP)
- Gökhan Doğanay (* 1987), Komponist und Musiker
- Ersin Destanoğlu (* 2001), Fußballtorhüter
- Rıdvan Yılmaz (* 2001), Fußballspieler
- Semih Kılıçsoy (* 2005), Fußballspieler